# Diritti LGBT in Costa d'Avorio

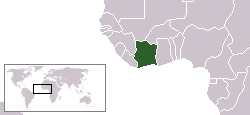

Le persone LGBT in Costa d'Avorio non sono legalmente perseguitate nel paese ma le coppie dello stesso sesso e le famiglie guidate da coppie dello stesso sesso non hanno diritto alle stesse tutele legali disponibili per le coppie formate da induvidui di sesso opposto.

## Diritto penale
Gli atti sessuali omosessuali in privato sono legali e non sono mai stati criminalizzati all'interno della Costa d'Avorio, in parte perché la Costa d'Avorio era un'ex colonia francese e non ereditava le leggi sulla sodomia dalla Francia, a differenza di molte ex colonie britanniche in tutto il mondo.
Per quanto riguarda gli atti sessuali pubblici tra persone dello stesso sesso, l'articolo 360 del codice penale afferma quanto segue:

## Riconoscimento delle relazioni tra persone dello stesso sesso
Il governo della Costa d'Avorio non riconosce alcuna tutela per le coppie formate da persone dello stesso sesso.

## Protezioni contro la discriminazione
Non esiste alcuna protezione legale contro la discriminazione basata sull'orientamento sessuale o sull'identità di genere.
Tuttavia, nel marzo 2010, mentre partecipava alla Revisione periodica universale del Consiglio dei diritti umani delle Nazioni Unite, il rappresentante della Costa d'Avorio ha dichiarato che avrebbe iniziato "a prendere misure per garantire la non discriminazione basata sull'orientamento sessuale e l'identità di genere", ma che non avrebbero avviato "programmi di sensibilizzazione" perché non era una "priorità attuale".

## Diritto di adozione
Secondo il Dipartimento di Stato degli Stati Uniti, "le persone e le coppie gay e lesbiche non sono legalmente riconosciute come idonee ad adottare".

## Condizioni di vita
La relazione sui diritti umani del Dipartimento di Stato degli Stati Uniti del 2011 ha rilevato che:
Non c'era alcuna discriminazione ufficiale basata sull'orientamento sessuale in materia di occupazione, alloggio, apolidia, accesso all'istruzione o all'assistenza sanitaria. Tuttavia, la stigmatizzazione della comunità LGBT è ampiamente diffusa e il governo non ha agito per contrastarlo durante l'anno. Secondo quanto riferito, gli omosessuali sono stati sottoposti a percosse, carcere, abusi verbali, umiliazioni ed estorsioni da parte di polizia, gendarmi e membri delle forze armate. Durante l'anno la Force Republiques de Côte d'Ivoire (FRCI) ha picchiato e maltrattato omosessuali e persone transgender. Le denunce non sono state presentate per timore di rappresaglie. La situazione della comunità LGBT è migliorata dopo la crisi post-elettorale, ma è rimasta precaria. Le poche organizzazioni LGBT del paese hanno operato con cautela per evitare di essere prese di mira dai membri della FRCI e dell'ex Forces de Défense et de Sécurité.
Touré Claver, presidente del gruppo LGBT Alternative Côte d'Ivoire, ha ricordato nel settembre 2011 che un medico ha rifiutato il servizio alcuni anni fa a un paziente a causa dell'orientamento sessuale del paziente. Claver ha dichiarato che, in generale, "C'è ancora discriminazione nei confronti degli omosessuali, ma generalmente ci stiamo muovendo verso una relativa tolleranza".

## Tabella riassuntiva
| Attività e relazioni sessuali legali                                | (da sempre legale) |
| Parità dell'età di consenso                                         | [ 5 ]              |
| Leggi anti-discriminazione sul lavoro                               | No                 |
| Leggi anti-discriminazione nella fornitura di beni e servizi        | No                 |
| Leggi anti-discriminazione in tutti gli altri settori               | No                 |
| Matrimonio egualitario                                              | No                 |
| Unione civile                                                       | No                 |
| Adozione                                                            | No                 |
| Autorizzazione a prestare servizio nelle forze armate               |                    |
| Diritto di cambiare legalmente sesso                                | No                 |
| Surrogazione di maternità                                           | No                 |
| Permesso alle donne lesbiche di accedere alla fecondazione in vitro | No                 |
| Permessa la donazione di sangue per le persone omosessuali          | No                 |